# Burg Varta
Die Burg Varta (deutsch Warta) befindet sich bei Olešnice (Waldschnitz) im rechtselbischen Böhmischen Mittelgebirge in Tschechien. Von der mittelalterlichen Burg sind heute nur noch wenige auf einem Hügel gelegene Mauerreste, Gräben und Wälle erhalten.

## Geschichte
Burg und Herrschaft gehörten Ende des 14. Jahrhunderts dem Škopeker Zweig der Herren von Dubá, dem auch die südöstlich gelegene Herrschaft Liebeschitz gehörte. Als Beneš Škopek von Dubá die Herrschaft 1397 an seinen gleichnamigen Sohn übergibt, umfasste sie neben Burg und Vorwerk Varta die umliegenden Dörfer Groß-Priesen mit zwei Vorwerken, Klein-Priesen, Wittine, Ostrowie (Wüstung?), Welchen, Sulloditz, Presci, Malschen, Budowe, Waltirz, Wittal, Pschira. Zwischen 1399 und 1401 kam sie von Beneš Silný (dem Starken) Škopek von Dubá an die Wartenberger auf Tetschen. Die Wartenberger setzen auf Varta Burghauptleute ein, unter denen Otto von Luckau 1405 in eine Fehde um die Burg Schreckenstein gegen seine Herren verwickelt ist. Ob die Burg Varta den Hussitenkrieg überstand ist unklar. Als Aufenthaltsorte der Wartenberger ist im Folgenden nur noch Groß-Priesen erwähnt. Die Burg Varta taucht nach 1465 nicht mehr in den Quellen auf.